# Atropates collinsi
Atropates collinsi är en stekelart som beskrevs av Howard 1898. Atropates collinsi ingår i släktet Atropates och familjen sköldlussteklar. Inga underarter finns listade.